# 斯韋特蘭娜·羅馬絲娜
斯韋特蘭娜·羅馬絲娜（英語：Svetlana Romashina，1989年9月21日—），俄羅斯女子花樣游泳運動員及奥運金牌得主。她拥有7枚奥运金牌，花样游泳运动员中最多；23枚世锦赛金牌，女子运动员中最多、所有运动员中第二多。

## 簡歷
2015年7至8月，斯韋特蘭娜·羅馬絲娜出戰俄羅斯喀山舉辦的世界游泳錦標賽韻律泳比賽。她在单人自由自选項目決賽，得到95.2680分（完成分28.8000分，艺术印象分28.9000分，必做动作37.5680分），轻松卫冕。在雙人項目上，羅馬絲娜與娜塔莉娅·伊什琴科合作，先後在双人技术自选項目和双人自由自选項目贏得兩面金牌。在集體項目方面，她與隊友在自由組合項目以98.3000分，奪得金牌。
2021年，与队友斯韦特兰娜·科列斯尼琴科在2020年夏季奥林匹克运动会共同获得双人自由自选项目金牌。她在其后的团体决赛带领俄罗斯奥委会夺得金牌。赛后，羅馬絲娜表示东京奥运是她最后一届奥运会，并希望殘奧閉幕之後能够專心照顾孩子。同时她也透露希望未来能够以教练身份回到赛场或者從政。